# 돈 듀빈스

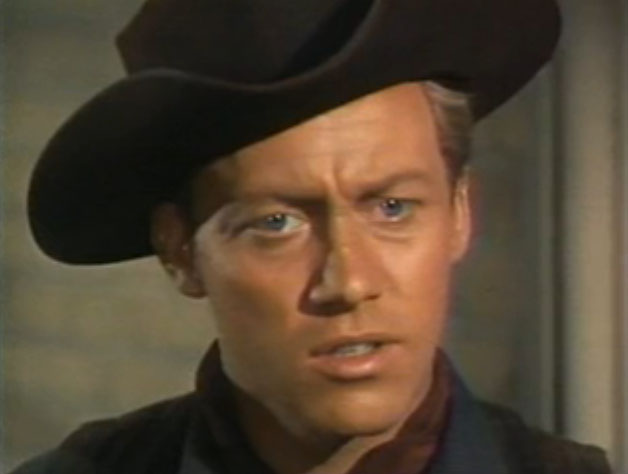

돈 더빈스(Don Dubbins, 영어 발음: /ˈdʌbɪnz/, 1928년 6월 28일 ~ 1991년 8월 17일)는 미국의 배우이다.
브루클린에서 태어났으며 그린빌에서 사망하였다. 사인은 암이다.

## 출연 작품
- 데스 위시 2 (1981년)
- 더 러닝 트리 (1969년)
- 사건비화 (1967년)
- 국제 음모 (1963년)
- 지구에서 달까지 (1958년)
- 트리뷰 투 어 배드 맨 (1956년)
- 케인호의 반란 (1954년) - 시먼 1st 클라스 어반 역
- 지상에서 영원으로 (1953년)

### 텔레비전
- FBI (1965년)
- 내 사랑 지니 (1965년)
- 도망자 (1963년)
- 페리 메이슨 (1957년)
- 딜론 보안관 (1955년)
- 다이너스티 (1981년)
- 명탐정 바나비 존즈 (1973년)